# Standard AC Paris

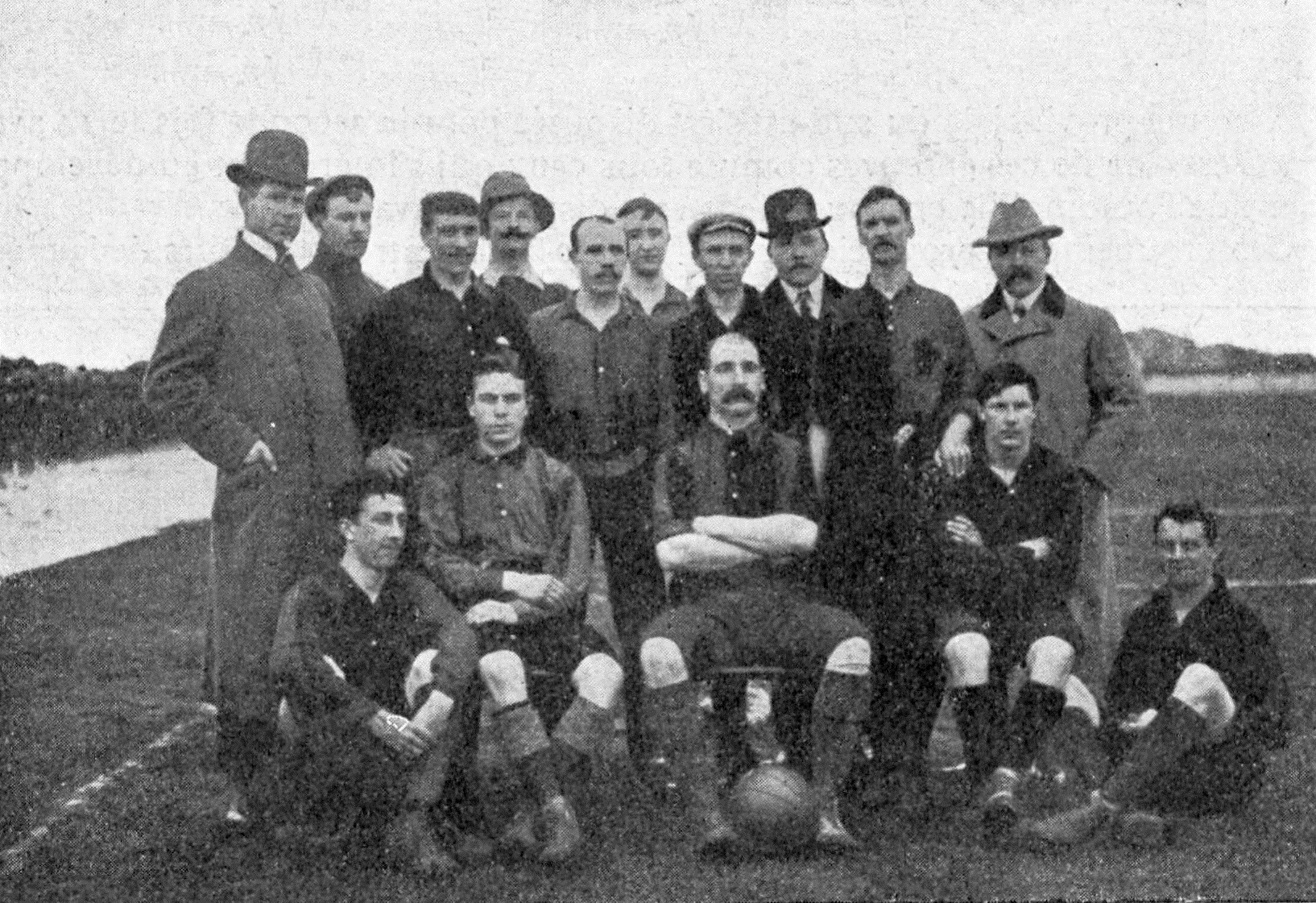
Kampioensteam van 14 april 1901

Standard AC Paris is een voetbalclub uit de Franse hoofdstad Parijs, AC staat voor Athletic Club.
De club werd in 1892 boven het doopvont gehouden en volgde de Gordon FC op die een jaar eerder door Britten gesticht werd. De club is een van de drie oudste van het land. Het was ook de eerste club in Frankrijk waar de toeschouwers entreegeld moesten betalen. De club speelde zijn thuiswedstrijden in Bois de Boulogne.
Na de oprichting sloot Standard zich aan bij de USFSA, de tot dan toe enige voetbalbond van het land.
In 1894 was de eerste eindronde om de Franse landstitel, de White-Rovers uit Parijs waren torenhoog favoriet, de club was nog nooit verslagen maar toch was het Standard die met de eer van eerste kampioen ging lopen na de finale gewonnen te hebben van de White Rovers. In 1895, 1897, 1898 en 1901 werd opnieuw de titel behaald. Hierna trad RC Roubaix meer op de voorgrond en kon Standard geen titel meer behalen.
Nadat in 1917 de beker werd ingevoerd kon de club geen revival beleven. Ze speelt niet meer in Bois de Boulogne, maar in Meudon, op een laag niveau.

## Erelijst
Kampioen USFSA in 1894, 1895, 1897, 1898, 1901
Coupe Sheriff Dewar winnaar in 1899, 1901, 1902, 1904